# Горњи Поповац
Горњи Поповац је насељено мјесто града Слуња, на Кордуну, Карловачка жупанија, Република Хрватска.

## Географија
Горњи Поповац се налази око 5,5 км југоисточно од Слуња.

## Историја
Горњи Поповац се од распада Југославије до августа 1995. године налазио у Републици Српској Крајини.

## Становништво
Према попису становништва из 2011. године, насеље Горњи Поповац је имало 176 становника.
| Демографија | Демографија | Демографија |
| Година      | Становника  | Становника  |
| ----------- | ----------- | ----------- |
| 1971.       | 264         |             |
| 1981.       | 511         |             |
| 1991.       | 453         |             |
| 2001.       | 181         |             |
| 2011.       |             | 176         |

## Попис1991.
На попису становништва 1991. године, насељено место Горњи Поповац је имало 453 становника, следећег националног састава:
| Попис 1991.‍  | Попис 1991.‍  | Попис 1991.‍ | Попис 1991.‍ | Попис 1991.‍ |
| ------------ | ------------ | ----------- | ----------- | ----------- |
|              |              |             |             |             |
| Хрвати       | Хрвати       |             | 445         | 98,23%      |
| Срби         | Срби         |             | 1           | 0,22%       |
| неопредељени | неопредељени |             | 4           | 0,88%       |
| непознато    | непознато    |             | 3           | 0,66%       |
| укупно: 453  |              |             |             |             |